# Statut albertyński
Statut albertyński (wł. Statuto Albertino) – akt prawny o charakterze konstytucji, obowiązujący w Królestwie Sardynii od momentu promulgowania przez króla Karola Alberta 4 marca 1848 roku. Gdy zapoczątkowany został proces zjednoczenia ziem włoskich (wł. Risorgimento) obowiązywanie Statutu rozszerzano na kolejne terytoria współtworzące nowy organizm państwowy, aż wreszcie akt został oficjalnie uznany za ustawę zasadniczą proklamowanego 17 marca 1861 roku Królestwa Włoch. Dzięki temu Statut albertyński stał się de facto pierwszą włoską konstytucją i odegrał znaczącą rolę w kształtowaniu systemu konstytucyjnego Włoch – miał istotny wpływ na postać uchwalonej w 1947 roku, będącej jego bezpośrednim następcą Konstytucji Republiki Włoskiej. Współcześnie jest uważany za jeden z najistotniejszych historycznych aktów prawnych wydanych na terytorium Włoch.

## Historia

### Geneza Statutu i jego promulgacja
W połowie lat 30. XIX wieku w rządzonym przez dynastię sabaudzką Królestwie Sardynii rozpoczęły się masowe wystąpienia mieszczan domagających się rozszerzenia praw obywatelskich. Jednocześnie rosło niezadowolenie chłopstwa wyzyskiwanego wskutek istnienia niewydolnego ustroju feudalnego. W połowie XIX stulecia na terenie włoskich państw obowiązywało już kilkanaście aktów prawnych o charakterze konstytucji, a część z nich pochodziła z nadania Napoleona Bonapartego.
Już w 1831 roku sardyński król Karol Albert ogłosił program reform administracyjnych, powołując jednocześnie komisję legislacyjną składającą się z sędziów i prawników obradujących pod przewodnictwem ministra sprawiedliwości – Giuseppe Barbarouxa. Organ został podzielony na sekcje: prawa cywilnego, procedury cywilnej, prawa karnego i prawa handlowego. W tym samym czasie, w reakcji na coraz gwałtowniejsze zamieszki, złagodzeniu uległa prowadzona do tej pory przez króla absolutystyczna polityka. W 1831 roku opracowano projekt kodeksu cywilnego, wyraźnie inspirowanego Kodeksem Napoleona. Po długotrwałych konsultacjach prowadzonych z Sądem Najwyższym i Radą Stanu (sądem administracyjnym) doprowadzono do zatwierdzenia jego ostatecznej wersji w 1837 roku, z datą wejścia w życie 1 stycznia 1838 roku. Nowy kodeks miał obowiązywać na kontynentalnej części Królestwa Sardynii (Piemont, Sabaudia i Liguria), z wyłączeniem wyspy Sardynii. Dwa lata później wydano kodeks karny (z datą wejścia w życie 15 stycznia 1840 roku), wojskowy kodeks karny, a w 1847 roku oparty na zasadzie jawności rozprawy kodeks postępowania karnego. W 1847 roku ograniczona została także cenzura, a ponadto zezwolono m.in. na publikację periodyków o charakterze politycznym. Równocześnie kontynuowane były reformy administracyjne i ustrojowe.

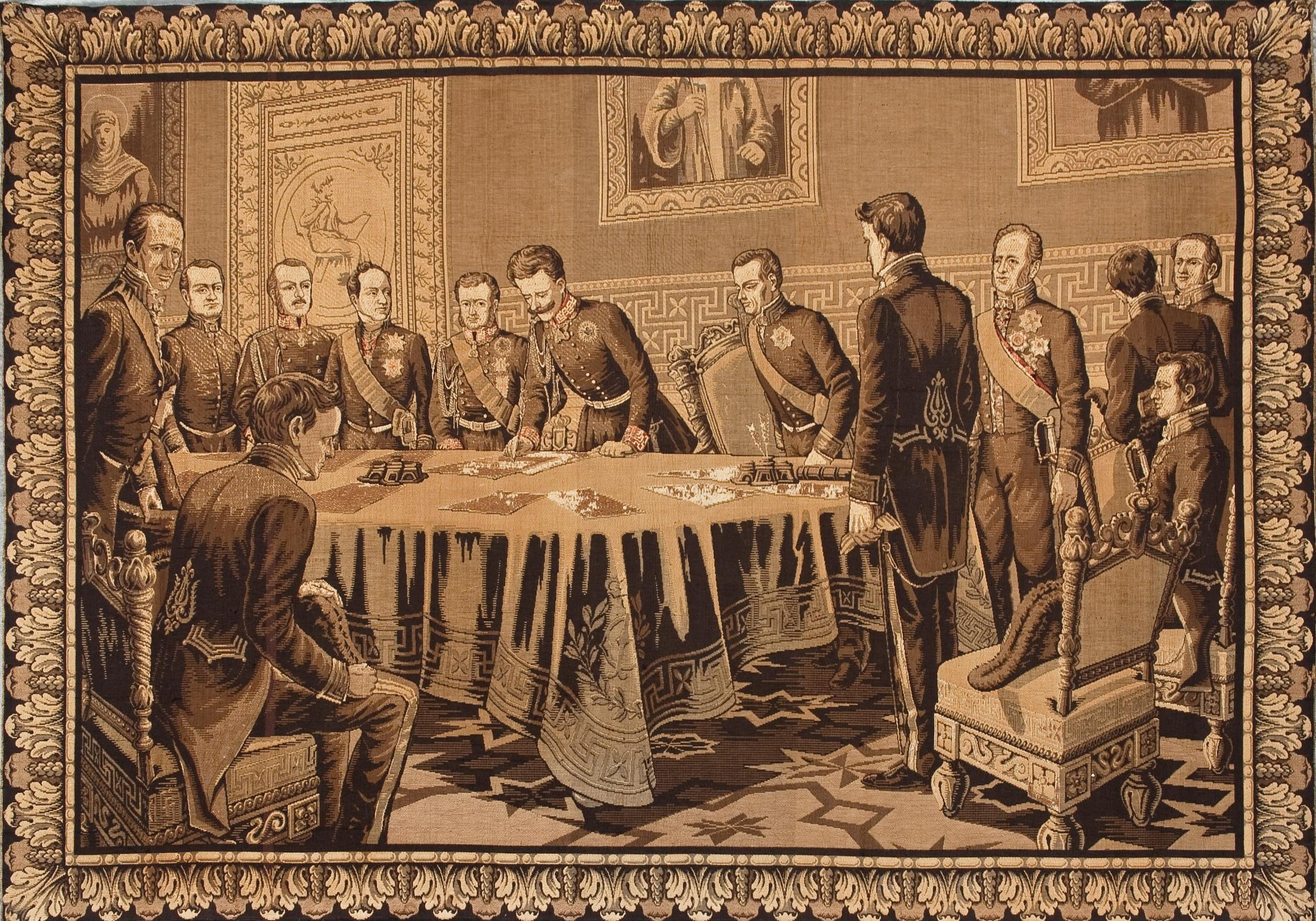
Podpisanie Statutu przez króla Karola Alberta w 1848 roku

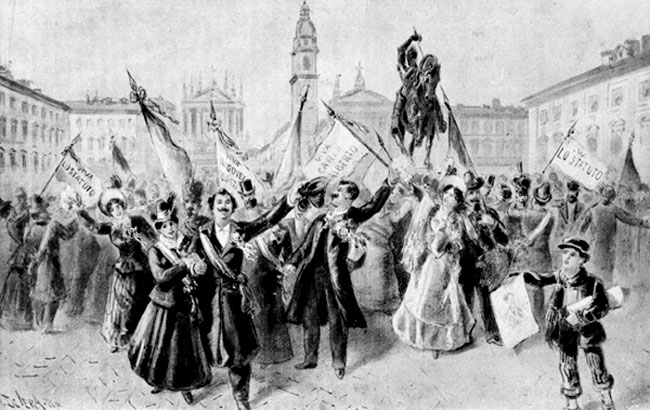
Świętowanie mieszkańców Turynu z powodu promulgowania Statutu

Pomimo postępujących zmian król Karol Albert wciąż pozostawał niechętny wprowadzeniu jakiegokolwiek aktu o charakterze ustawy zasadniczej, a w związku z naciskami społecznymi w tej kwestii rozważał również ogłoszenie swojej abdykacji. Punktem zwrotnym stało się nadanie przez Ferdynanda II na początku 1848 roku konstytucji Królestwa Obojga Sycylii. Dzięki temu, a także ze względu na naciski Gwardii Narodowej również Karol Albert zdecydował się na przyjęcie i ogłoszenie 8 lutego 1848 roku ustawy zasadniczej rządzonego przez siebie państwa – Statutu Fundamentalnego Królestwa Sardynii (wł. Statuto Fondamentale del Regno di Sardegna), który został oficjalnie promulgowany 4 marca 1848 roku w Turynie, będącym de facto stolicą Królestwa Sardynii.
Społeczeństwo Królestwa Sardynii przyjęło statut z wielkim entuzjazmem, czego potwierdzeniem były uroczystości, które odbyły się już 27 lutego 1848 roku, jeszcze przed promulgowaniem aktu. Ustalono, że pierwsza niedziela czerwca będzie dniem upamiętnienia Statutu – data ta stała się punktem odniesienia i dniem świątecznym włoskich monarchistów do czasów współczesnych. Akt był jedyną włoską ustawą zasadniczą, która nie została anulowana po upadku włoskiej odsłony Wiosny Ludów w 1849 roku.

### Uczynienie Statutu ustawą zasadniczą Królestwa Włoch
Szczególne cechy Statutu albertyńskiego (zwięzła forma i brak specjalnego trybu wymaganego do wprowadzania w nim zmian, co nadawało mu elastyczności) i sprzyjająca sytuacja polityczna sprawiły, że jego zapisy były rozszerzane na tereny kolejnych włoskich państw przystępujących do nowego organizmu państwowego, tworzonego w ramach zapoczątkowanego na początku XIX wieku procesu zjednoczenia ziem włoskich (wł. Risorgimento), aż wreszcie został uznany za konstytucję Królestwa Włoch na mocy dotyczącej proklamacji królestwa Ustawy Legge n.4671 (Legge n. 1) z 17 marca 1861 roku, podpisanej przez pierwszego króla Włoch, Wiktora Emanuela II.
Statut albertyński obowiązywał także w państwie włoskim w latach 1922–1943, kiedy to rządy sprawowali faszyści z Benitem Mussolinim na czele, jednak wprowadzono w nim wtedy istotne zmiany, które wypaczały system konstytucyjny Włoch. Zmiany te pozwoliły przekształcić Królestwo Włoch, będące dotychczas modelowym przykładem monarchii parlamentarnej, w jednopartyjne państwo autorytarne, w którym ustrój monarchistyczny stał się jedynie fasadą dla polityki prowadzonej przez faszystów.

### Ostatnie lata obowiązywania Statutu i nowa włoska konstytucja
Wraz z upadkiem rządu faszystowskiego powstał problem przyjęcia nowego modelu ustroju państwa. Król Wiktor Emanuel III wyznaczył do pełnienia obowiązków królewskich swojego syna Humberta, a obowiązywanie monarchicznego Statutu albertyńskiego zostało potwierdzone na mocy paktu z Salerno, zawartego w kwietniu 1944 roku przez władcę i Komitet Wyzwolenia Narodowego. W lipcu 1944 roku rząd premiera Ivanoe Bonomiego wydał tzw. konstytucję prowizoryczną. Kwestie związane z ustrojem Włoch powierzono decyzji Zgromadzenia Konstytucyjnego. Tymczasowo władza ustawodawcza została przyznana rządowi, który mógł wydawać dekrety z mocą ustawy, podlegające zatwierdzeniu przez pełniącego obowiązki królewskie. Takim dekretem rząd postanowił powierzyć społeczeństwu włoskiemu wybór pomiędzy monarchią a republiką na drodze referendum.
Referendum dotyczące ustroju Włoch odbyło się 2 czerwca 1946 roku, jednocześnie z wyborami członków Zgromadzenia Konstytucyjnego. Wzięło w nim udział 89% uprawnionych do głosowania, z których ponad połowa opowiedziała się za republikańską formą ustroju. Niecałe dwa tygodnie później Humbert II udał się na emigrację do Portugalii. Prace nad nową konstytucją były prowadzone do 25 lutego 1947 roku. 22 grudnia tego roku ustawa zasadnicza została uchwalona przez Zgromadzenie w stosunku 458 głosów za i 62 głosy przeciw. 1 stycznia 1948 roku włoska konstytucja republikańska weszła w życie, ostatecznie kończąc stuletni okres obowiązywania Statutu albertyńskiego.

## Charakterystyka
Statut albertyński jest przykładem aktu regulującego ustrój monarchii konstytucyjnej, wzorowanym na francuskiej Karcie Konstytucyjnej Ludwika XVIII z 1814 roku (z uwzględnieniem jej zmian dokonanych z powodu rewolucji lipcowej w 1830 roku). Pomimo powołania i wyposażenia w określone kompetencje organów władzy ustawodawczej i sądowniczej, realną głową państwa i zarazem dominującym podmiotem władzy wykonawczej pozostawał król. Statut przewidywał szerokie kompetencje monarchy, począwszy od zwierzchnictwa nad siłami zbrojnymi, poprzez mianowanie i powoływanie ministrów, po moc rozwiązywania izb parlamentu i mianowania członków Senatu. Te ostatnie uprawnienia, zapewniające królowi wpływ na władzę ustawodawczą, gwarantowały jego silną pozycję w państwie.
Statut odegrał znaczącą rolę w kształtowaniu systemu konstytucyjnego Włoch. O jego szczególnej randze historycznej zadecydowała zwięzła forma, a także brak specjalnego trybu wymaganego do wprowadzania w nim zmian, co sprawiło, że był on aktem wyjątkowo elastycznym. Odesłanie do ustawowej regulacji szeregu istotnych ustrojowo spraw dopuszczało możliwość szerokiego modyfikowania modelu ustrojowego państwa. Poprzez zmiany konstytucyjnych przepisów dotyczących wyborów (liberalizacja ordynacji wyborczej) możliwe było wpływanie na realny kształt reprezentacji politycznej, a przez to na formę sprawowania władzy. Z upływem czasu elastyczność włoskiej ustawy zasadniczej doprowadziła do odejścia od formuły monarchii konstytucyjnej w stronę monarchii parlamentarnej, z coraz wyraźniej ograniczaną rolą króla.
Podczas rządów faszystów do zapisów Statutu wprowadzono znaczne zmiany de facto całkowicie zmieniające ustrój państwa. Przykładem takich zmian jest uchwalona w listopadzie 1923 roku ustawa, zgodnie z którą partia odnosząca zwycięstwo w wyborach, mając co najmniej 25% poparcia, uzyskiwała dwie trzecie miejsc w Izbie Deputowanych. Jedynie pozostała trzecia część przypadała proporcjonalnie pozostałym partiom. Ustawa ta pozwoliła zdobyć Narodowej Partii Faszystowskiej pełnię władzy przy jednoczesnym zmarginalizowaniu znaczenia pozostałych partii.
Mimo utraty mocy obowiązującej, Statut albertyński miał istotny wpływ na postać współczesnej włoskiej konstytucji. Wyrazem tego jest np. kształt parlamentu Włoch z Izbą Deputowanych i Senatem, których działanie w znacznym stopniu nawiązuje do regulacji Statutu.

## Treść
Statut albertyński, stanowiąc systematyczne uregulowanie zasad monarchii, składał się z 84 artykułów, ujętych w dziewięciu działach. Działy te były następujące:
- I. Ogólny – regulował przede wszystkim ustrój monarchii dziedzicznej, przyznawał osobie króla świętość i nietykalność oraz pierwszeństwo religii katolickiej przy tolerancji innych wyznań;
- II. O prawach i obowiązkach obywateli – ustanawiał równość wobec prawa i równość praw bez względu na pochodzenie, gwarantował wolność osobistą, domniemanie niewinności, nienaruszalność własności oraz ograniczone prawo do pokojowych zgromadzeń;
- III. O Senacie – regulował pochodzący z królewskiego nadania skład izby wyższej parlamentu, przedstawiał 21 kategorii jej członków (m.in. arcybiskupi, biskupi, ministrowie, sekretarze stanu, ambasadorowie, przedstawiciele władzy sądowniczej, książęta, osoby, które przez ostatnie trzy lata płaciły co najmniej trzy tysiące lirów podatku) i przyznawał im immunitet formalny;
- IV. O Izbie Deputowanych – formułował wymogi dla pełnienia funkcji deputowanego (m.in. ukończone trzydzieści lat, pełnia praw cywilnych i publicznych), ustanawiał deputowanych przedstawicielami całego narodu, a nie ziemi, wprowadzał pięcioletnią kadencję, przyznawał deputowanym immunitet formalny i prawo pociągania do odpowiedzialności ministrów królewskich;
- V. Przepisy wspólne obu Izbom – regulował zagadnienia związane z kadencjami izb, nieodpłatnością pełnionych mandatów; formułował wymagania dotyczące kworum i większości w głosowaniu; przyznawał językowi włoskiemu status języka oficjalnego izb (z pewnymi względami dla języka francuskiego); nakładał zakaz równoczesnego pełnienia funkcji deputowanego i senatora;
- VI. O ministrach – określał tryb mianowania ministrów (kompetencja króla), nakładał na nich odpowiedzialność za podpisywane akty urzędowe;
- VII. O ustroju sądowym – ustanawiał władzę sądowniczą pochodzącą z przekazania i nadania królewskiego, gwarantował nieusuwalność sędziów pełniących urząd co najmniej trzy lata, ustalał procedury przebiegu rozpraw cywilnych i karnych oraz przyznawał prawo interpretacji aktów ustawowych organom władzy ustawodawczej;
- VIII. Przepisy ogólne – zawierał między innymi przepisy mówiące, iż regulacja ustroju gmin i prowincji, a także kwestie dotyczące wojska i milicji będą rozstrzygane we właściwych ustawach; zachowywał dotychczasową banderę państwową – niebieską kokardę; potwierdzał przywileje królewskie wobec stanu szlacheckiego i jego pozycję; znosił moc wszelkich ustaw sprzecznych ze Statutem;
- IX. Przepisy przejściowe[3].